# Epimedium enshiense
Epimedium enshiense là một loài thực vật có hoa trong họ Hoàng mộc. Loài này được B.L.Guo & P.K.Hsiao mô tả khoa học đầu tiên năm 1993.